# Liga Ouro de Basquete de 2016
A Liga Ouro de Basquete de 2016, foi a terceira edição da divisão de acesso ao Novo Basquete Brasil, o NBB para a edição 2016–17. A competição foi disputada por quatro equipes e iniciou-se em 27 de fevereiro e término em 10 de junho de 2016.

## Regulamento
O campeonato foi disputado em três fases:

* Fase de classificação (todos contra todos / turno e returno – sempre em jogos duplos tanto em casa quanto fora) 

* Playoff semifinal 

* Playoff final
Na Fase de classificação as equipes jogam todas contra todas, em turno e returno, com jogos duplos de ida e volta, apurando-se as três equipes mais bem classificadas para a fase seguinte. Por jogos duplos entende-se que cada equipe enfrentará todos os adversários duas vezes consecutivas tanto no turno quanto no returno. A equipe que obtiver o primeiro lugar ao final da fase de classificação, estará diretamente qualificada para a fase final, não participando da fase semifinal.
O Playoff semifinal é disputada entre as duas equipes que obtiveram o segundo e terceiro lugares na Fase de Classificação. Será realizada em melhor de cinco partidas, sendo considerada vencedora a equipe que obtiver três vitórias. A equipe vencedora desse confronto estará classificada para a Fase Final.
O Playoff final é disputada entre a equipe que obteve o primeiro lugar na Fase de Classificação e a equipe vencedora do playoff semifinal. Será realizada em melhor de cinco partidas, sendo considerada vencedora a equipe que obtiver três vitórias, e o campeão terá o direito de disputar o NBB 2016–17.

### Critérios de desempate
Havendo empate na contagem de pontos entre duas ou mais equipes, na fase de classificação, proceder-se-á ao desempate utilizando o seguinte critério: 
1º - Confronto direto entre as equipes empatadas, levando-se em conta somente os resultados dos jogos realizados entre as equipes empatadas, sendo melhor classificada a equipe que obteve o maior número de vitórias nos confrontos entre as essas equipes; 
2º - Melhor saldo de cestas, somente dos placares dos jogos realizados entre as equipes empatadas;
3º - Maior número de cestas, somente dos placares dos jogos realizados entre as equipes empatadas;
4º - Melhor saldo de cestas, levando-se em consideração os placares de todos os jogos realizados pelas equipes na fase de classificação; 
5º - Maior número de cestas, levando-se em consideração os placares de todos os jogos realizados pelas equipes na fase de classificação; 
6º - Não se resolvendo a situação de empate, utilizar-se-á o sorteio.

## Participantes
| Equipe        | Cidade         | Estado | Ginásio                 | Capacidade |
| ------------- | -------------- | ------ | ----------------------- | ---------- |
| Campo Mourão  | Campo Mourão   | PR     | Ginásio JK              | 1 500      |
| Vasco da Gama | Rio de Janeiro | RJ     | Ginásio Vasco da Gama   | 1 000      |
| Ginástico     | Belo Horizonte | MG     | Ginásio Olympico Club   | 500        |
| Sport         | Recife         | PE     | Ginásio Marcelino Lopes | 2 500      |

## Fase de classificação
| Pos | Times         | %    | Pts | J  | V | D | PF  | PS  | SP  | Classificação ou rebaixamento |
| --- | ------------- | ---- | --- | -- | - | - | --- | --- | --- | ----------------------------- |
| 1   | Campo Mourão  | 75.0 | 21  | 12 | 9 | 3 | 903 | 869 | 37  | Classificado para a Final     |
| 2   | Vasco da Gama | 58.3 | 19  | 12 | 7 | 5 | 984 | 922 | 62  | Classificado para a Semifinal |
| 3   | Ginástico     | 41,7 | 17  | 12 | 5 | 7 | 936 | 974 | -38 | Classificado para a Semifinal |
| 4   | Sport         | 25,0 | 15  | 12 | 3 | 9 | 847 | 908 | -61 |                               |

## Playoffs
Negrito - Vencedor das séries
Itálico - Time com vantagem de mando de quadra

### Semifinal
| Time 1        | Série | Time 2    | 1º Jogo | 2º Jogo | 3º Jogo | 4º Jogo | 5º Jogo |
| ------------- | ----- | --------- | ------- | ------- | ------- | ------- | ------- |
| Vasco da Gama | 3–0   | Ginástico | 121–84  | 92–84   | 100–96  | –       | –       |

Primeiro jogo
| 15 de maio de 2016 11:00 | Relatório | Vasco da Gama                                                   | 121–84 | Ginástico                                                         |  | Ginásio Vasco da Gama, Rio de Janeiro Árbitros: José Carlos Pelissari, Jacob Cassimiro Barreto e Gregory Gracia |  |
| 15 de maio de 2016 11:00 | Relatório | Placar por quarto: 31-13, 33-21, 25-23, 32-27                   |        |                                                                   |  | Ginásio Vasco da Gama, Rio de Janeiro Árbitros: José Carlos Pelissari, Jacob Cassimiro Barreto e Gregory Gracia |  |
| 15 de maio de 2016 11:00 | Relatório | Pts: M. Dornelles (30) Rbts: Jeff Agba (12) Asts: Marcellus (6) |        | Pts: Luisinho (16) Rbts: F. Mineiro (7) Asts: Alef e Fabrício (3) |  | Ginásio Vasco da Gama, Rio de Janeiro Árbitros: José Carlos Pelissari, Jacob Cassimiro Barreto e Gregory Gracia |  |

Segundo jogo
| 17 de maio de 2016 19:30 | Relatório | Vasco da Gama                                                                                | 92–84 | Ginástico                                              |  | Ginásio Vasco da Gama, Rio de Janeiro Árbitros: Jonas de Carlo Pereira, Fabiano Huber e Vinicius Simões da Silva |  |
| 17 de maio de 2016 19:30 | Relatório | Placar por quarto: 15-19, 25-23, 32-21, 20-21                                                |       |                                                        |  | Ginásio Vasco da Gama, Rio de Janeiro Árbitros: Jonas de Carlo Pereira, Fabiano Huber e Vinicius Simões da Silva |  |
| 17 de maio de 2016 19:30 | Relatório | Pts: Collum (20) Rbts: M. Dornelles (5) Asts: Collum, M. Dornelles, Marcellus e Palacios (4) |       | Pts: F. Mineiro (16) Rbts: Fabrício (8) Asts: Fred (7) |  | Ginásio Vasco da Gama, Rio de Janeiro Árbitros: Jonas de Carlo Pereira, Fabiano Huber e Vinicius Simões da Silva |  |

Terceiro jogo
| 20 de maio de 2016 20:00 | Relatório | Ginástico                                     | 96–100 | Vasco da Gama                                              |  | Ginásio Olympico Club, Belo Horizonte Árbitros: Marcos Antônio Ferreira, Maria Cláudia Moraes e Eduardo Albano |  |
| 20 de maio de 2016 20:00 | Relatório | Placar por quarto: 21-28, 17-21, 29-25, 29-26 |        |                                                            |  | Ginásio Olympico Club, Belo Horizonte Árbitros: Marcos Antônio Ferreira, Maria Cláudia Moraes e Eduardo Albano |  |
| 20 de maio de 2016 20:00 | Relatório | Pts: Fred (19) Rbts: Fred (6) Asts: Fred (10) |        | Pts: M. Dornelles (19) Rbts: Hélio (6) Asts: Palacios (10) |  | Ginásio Olympico Club, Belo Horizonte Árbitros: Marcos Antônio Ferreira, Maria Cláudia Moraes e Eduardo Albano |  |

### Final
| Time 1       | Série | Time 2        | 1º Jogo | 2º Jogo | 3º Jogo | 4º Jogo | 5º Jogo |
| ------------ | ----- | ------------- | ------- | ------- | ------- | ------- | ------- |
| Campo Mourão | 2–3   | Vasco da Gama | 89–74   | 77–72   | 64–79   | 73–79   | 77–87   |

Primeiro jogo
| 30 de maio de 2016 20:15 | Relatório | Campo Mourão                                                                   | 89–74 | Vasco da Gama                                                |  | Ginásio JK, Campo Mourão Árbitros: Cristiano Jesus Maranho, Andreia Regina da Silva e Eduardo Albano |  |
| 30 de maio de 2016 20:15 | Relatório | Placar por quarto: 30-19, 21-22, 10-20, 28-13                                  |       |                                                              |  | Ginásio JK, Campo Mourão Árbitros: Cristiano Jesus Maranho, Andreia Regina da Silva e Eduardo Albano |  |
| 30 de maio de 2016 20:15 | Relatório | Pts: Alexey (25) Rbts: Alexey, Milton e Leandro (5) Asts: Milton e Leandro (4) |       | Pts: Gaúcho (20) Rbts: William Drudi (12) Asts: Palacios (6) |  | Ginásio JK, Campo Mourão Árbitros: Cristiano Jesus Maranho, Andreia Regina da Silva e Eduardo Albano |  |

Segundo jogo
| 1º de junho de 2016 20:15 | Relatório | Campo Mourão                                         | 77–72 | Vasco da Gama                                                    |  | Ginásio JK, Campo Mourão Árbitros: Marcos Fornies Benito, Jacob Cassimiro Barreto e Maria Cláudia Moraes |  |
| 1º de junho de 2016 20:15 | Relatório | Placar por quarto: 15-21, 20-14, 21-22, 21-15        |       |                                                                  |  | Ginásio JK, Campo Mourão Árbitros: Marcos Fornies Benito, Jacob Cassimiro Barreto e Maria Cláudia Moraes |  |
| 1º de junho de 2016 20:15 | Relatório | Pts: Ted (21) Rbts: Bambu (9) Asts: Alexey e Ted (4) |       | Pts: William Drudi (20) Rbts: William Drudi (7) Asts: Erick (21) |  | Ginásio JK, Campo Mourão Árbitros: Marcos Fornies Benito, Jacob Cassimiro Barreto e Maria Cláudia Moraes |  |

Terceiro jogo
| 5 de junho de 2016 11:00 | Relatório | Vasco da Gama                                                | 79–64 | Campo Mourão                                         |  | Ginásio Vasco da Gama, Rio de Janeiro Árbitros: José Carlos Pelissari, Diego Chiconato e Fabiano Huber |  |
| 5 de junho de 2016 11:00 | Relatório | Placar por quarto: 21-8, 19-19, 24-13, 15-24                 |       |                                                      |  | Ginásio Vasco da Gama, Rio de Janeiro Árbitros: José Carlos Pelissari, Diego Chiconato e Fabiano Huber |  |
| 5 de junho de 2016 11:00 | Relatório | Pts: Palacios (16) Rbts: William Drudi (11) Asts: Collum (6) |       | Pts: Milton (15) Rbts: Andrezão (5) Asts: Alexey (3) |  | Ginásio Vasco da Gama, Rio de Janeiro Árbitros: José Carlos Pelissari, Diego Chiconato e Fabiano Huber |  |

Quarto jogo
| 7 de junho de 2016 19:30 | Relatório | Vasco da Gama                                               | 79–73 | Campo Mourão                                                               |  | Ginásio Vasco da Gama, Rio de Janeiro Público: 1.132 Árbitros: Marcos Antônio Ferreira, Jacob Cassimiro Barreto e Gustavo Edson Mathias |  |
| 7 de junho de 2016 19:30 | Relatório | Placar por quarto: 12-12, 22-23, 22-15, 23-23               |       |                                                                            |  | Ginásio Vasco da Gama, Rio de Janeiro Público: 1.132 Árbitros: Marcos Antônio Ferreira, Jacob Cassimiro Barreto e Gustavo Edson Mathias |  |
| 7 de junho de 2016 19:30 | Relatório | Pts: Gaúcho (23) Rbts: Hélio e Palacios (5) Asts: Hélio (3) |       | Pts: Alexey e V. Teló (14) Rbts: Bruno, Ted e V. Teló (5) Asts: Alexey (4) |  | Ginásio Vasco da Gama, Rio de Janeiro Público: 1.132 Árbitros: Marcos Antônio Ferreira, Jacob Cassimiro Barreto e Gustavo Edson Mathias |  |

Quinto jogo
| 10 de junho de 2016 20:15 | Relatório | Campo Mourão                                              | 77–87 | Vasco da Gama                                     |  | Ginásio JK, Campo Mourão Público: 1.500 Árbitros: José Carlos Pelissari, Marcos Fornies Benito e Marcos Antônio Ferreira |  |
| 10 de junho de 2016 20:15 | Relatório | Placar por quarto: 21-20, 12-17, 23-20, 21-30             |       |                                                   |  | Ginásio JK, Campo Mourão Público: 1.500 Árbitros: José Carlos Pelissari, Marcos Fornies Benito e Marcos Antônio Ferreira |  |
| 10 de junho de 2016 20:15 | Relatório | Pts: Alexey (21) Rbts: Ted e V. Teló (7) Asts: Alexey (5) |       | Pts: Gaúcho (21) Rbts: Gaúcho (8) Asts: Hélio (5) |  | Ginásio JK, Campo Mourão Público: 1.500 Árbitros: José Carlos Pelissari, Marcos Fornies Benito e Marcos Antônio Ferreira |  |

## Premiação
| Liga Ouro de 2016                                           |
| ----------------------------------------------------------- |
| Vasco da Gama Campeão (1º título Brasileiro da 2.ª Divisão) |